# Wincenty Jabłoński (poseł)
Wincenty Tadeusz Marian Jabłoński herbu Jasieńczyk (ur. 15 grudnia 1863 w Leżajsku, zm. 5 maja 1923 w Krośnie) – doktor praw, sędzia, przedsiębiorca, poseł do austriackiej Rady Państwa i Sejmu Krajowego Galicji i na polski Sejm Ustawodawczy. działacz społeczny.

## Życiorys
Urodził się w zubożałej rodzinie szlacheckiej. Był synem zarządcy dóbr hrabiego Potockiego - Leopolda (zm. w 1905) i Natalii z domu Omińskiej. 
Kształcił się w C. K. Wyższym Gimnazjum w Samborze, gdzie w 1879 ukończył VII klasę (w jego klasie był m.in. Stanisław Głąbiński). Ukończył studia prawnicze na Wydziale Prawa Uniwersytetu Lwowskiego uzyskując tytuł naukowy doktora. Odbył służbę w c. i. k. armii w szeregach 85 pułku piechoty awansując do stopnia porucznika rezerwy. Wstąpił do służby sądowniczej Austro-Węgier w ramach zaboru austriackiego i autonomii galicyjskiej. Pełnił stanowiska sędziego, c. k. radcy sądowego oraz naczelnika sądu w Krośnie.
Był politykiem Polskiego Stronnictwa Demokratycznego a od 1907 Stronnictwa Narodowo-Demokratycznego. Piastował mandat do austriackiej Rady Państwa w Wiedniu: kadencji X (31 stycznia 1901 - 30 stycznia 1907), wybrany w wyborach w grudniu 1900, w V kurii (powszechnej) w okręgu wyborczym nr 7 (Sanok-Bukowsko-Rymanów-Krosno-Żmigród-Dukla-Jasło-Brzozów-Dynów-Dobromil-Bircza-Ustrzyki-Lesko-Lutowiska-Baligród-Staremiasto-Starasól), a następnie XI kadencji (17 czerwca 1907 - 30 marca 1911), wybranym 23 maja 1907 w okręgu nr 25  Sanok-Krosno-Korczyna-Stary Sambor-Dobromil. Z tego samego okręgu został wybrany powtórnie na XII kadencję (17 lipca 1911 - 28 października 1918). Zasiadał w Kole Polskim w kadencji X we frakcji polskich demokratów, a w kadencjach XI i XII we frakcji narodowych demokratów. Przez pewien czas pełnił funkcję sekretarza Koła. Był także posłem na Sejm Krajowy Galicji kadencji IX (1908-1913) i X (1913-1914).
Po 1914 objął stanowisko naczelnika Sądu Krajowego Wyższego w Krośnie. Był członkiem rady miejskiej w Krośnie, Działał społecznie pełniąc stanowiska w organizacjach i towarzystwach. Był współzałożycielem i działaczem sanockiego koła Towarzystwa Szkoły Ludowej.

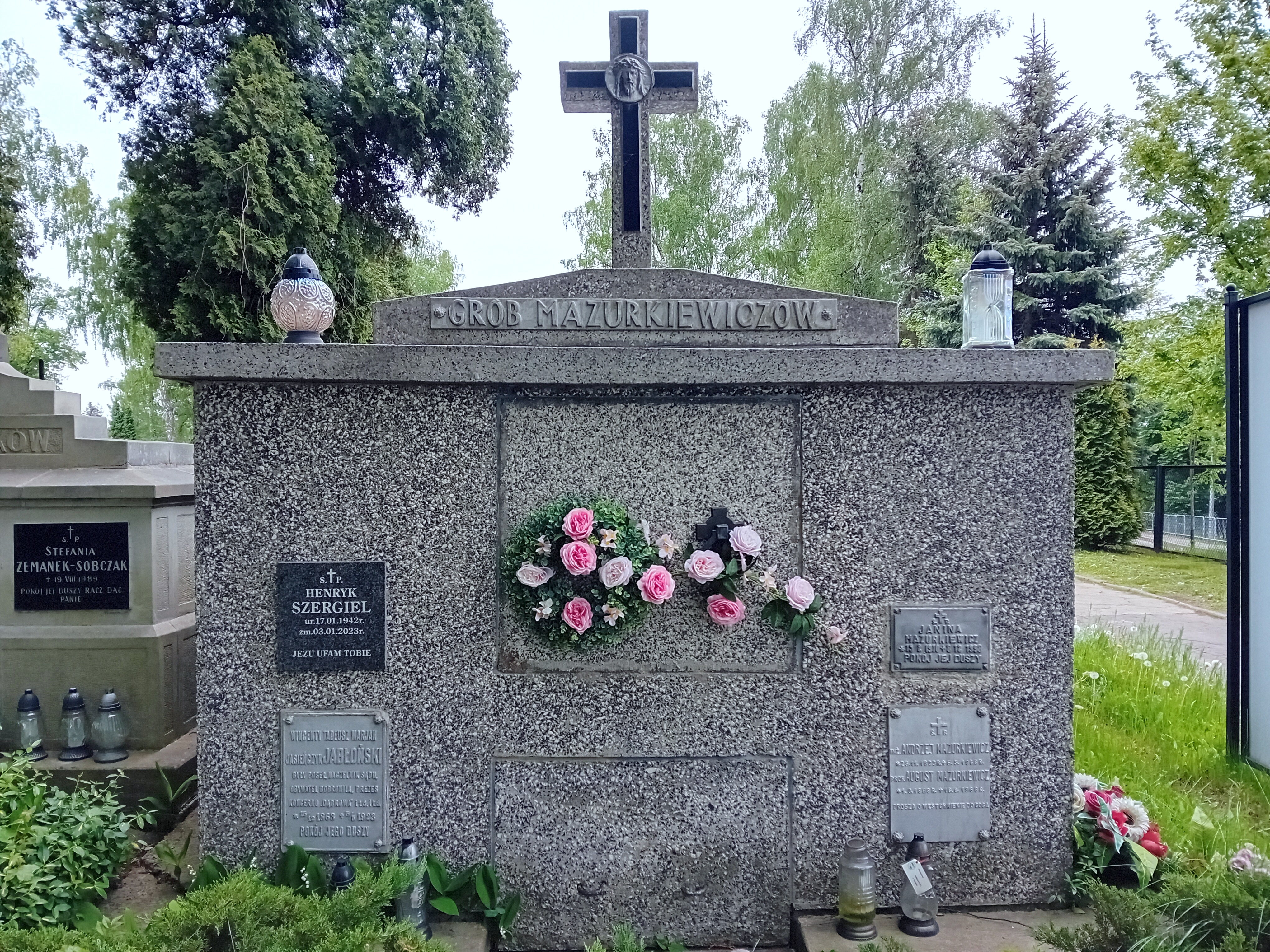
Grobowiec Wincentego Jabłońskiego i Mazurkiewiczów

Po odzyskaniu przez Polskę niepodległości został wybrany posłem na Sejm Ustawodawczy (1919–1922), członek Klubu Pracy Konstytucyjnej. Zasiadał w Komisji Regulaminowej i Nietykalności Poselskiej (jako referent), Komisji  Spółdzielczej, Komisji Wodnej. Był reprezentantem klubu Klubu Pracy Konstytucyjnej w Konwencie Seniorów.
Pełnił funkcję prezesa honorowego koncernu „Dąbrowa”. Został wyróżniony tytułem obywatela honorowego Dobromila.
Był żonaty z Anną z domu Szymonowicz. Zmarł 5 maja 1923. Został pochowany na Cmentarzu Komunalnym w Krośnie. Później spoczęli tam August i Andrzej Mazurkiewiczowie.